# أبريندين
أبريندين (بالإنجليزية: Aprindine)‏ هو دواء يُستعمل في علاج:
- أمراض القلب[7]

## دوره
يلعب هذا الدواء دورًا في علاج الأمراض كونه:
- مضاد اضطراب النظم